# Bystrzyca Kłodzka
Bystrzyca Kłodzka é um município da Polônia, na voivodia da Baixa Silésia e no condado de Kłodzko. Estende-se por uma área de 10,74 km², com 10 300 habitantes, segundo os censos de 2017, com uma densidade de 959 hab/km².